# IKEUCHI ORGANIC
IKEUCHI ORGANIC株式会社（イケウチ・オーガニック）は、愛媛県今治市に本社を置くタオルメーカー。グリーン電力を活用し製造されている「風で織るタオル」というブランドタオルで知られている。

## 概要
元々は問屋などから注文を受けタオルハンカチのOEM生産を主力とするタオルメーカーだった。2003年に年間売り上げの約60％を占めるブランド用タオルハンカチを納品していたタオル製造会社の清和が自己破産を申請した事のあおりを受けて、民事再生法の適用を申請（負債総額は約10億円）。民事再生法申請後は、OEM路線から脱却し自社ブランドタオルを核とした事業展開を行い2007年には民事再生手続きを終了している。
自社ブランドタオル「IKT」は、2002年にアメリカの織物品評会「ニューヨーク・ホームテキスタイルショー・2002年スプリング」で最優秀賞を受賞しており、当時の首相であった小泉純一郎が工場を視察し2003年の施政方針演説では社名は出されなかったものの紹介され話題となった。
2002年からグリーン電力認証制度を活用して社内の電力100%を風力発電で補っており、同社のタオルは「風で織るタオル」というブランド名で呼ばれている。また、オーガニックコットンの活用や地元タオルメーカー7社で高度な排水処理設備を導入するなど環境配慮の姿勢が評価されている。

## 事業所
- 今治本社･工場 - 愛媛県今治市延喜甲762番地
- 東京事務所 - 東京都港区南青山6-2-13-2F

## 直営店舗
- TOKYO STORE / 東京ストア　東京都港区南青山6-2-13 2F[5]
- KYOTO STORE / 京都ストア　京都府京都市中京区富小路通三条上る福長町101番地 SACRA ANNEX 1F[5]

## 沿革
- 1953年2月 - 池内忠雄が池内タオル工場を創業しタオル生産開始。
- 1969年2月 - 「池内タオル株式会社」設立。
- 1973年2月 - 最新織機「TOYODA8」を24台（豊田織機製作所製）設置。
- 1983年2月 - 池内計司が代表取締役社長に就任。
- 1986年 - SULZER織機（スイス製）の超高速ジャガード仕様を業界初導入。
- 1987年 - SULZER織機（スイス製）のセミ電子ジャガード仕様を業界初導入、CAD導入。
- 1990年 - RUTI織機（スイス製）を日本初導入。
- 1992年
  - 4月 - Yグループ協同組合（吉井タオルなど市内のタオルメーカー7社が設立した協同組合）の染色工場「インターワークス」が操業開始。
  - 9月 - ベンドール（フランス製）電子ジャガードを日本初導入。
- 1994年9月 - ジャカードのタオルハンカチを開発、販売開始。
- 1999年3月 - ISO14001を業界初認定。自社ブランド「IKT」創設。デンマーク･ノボテックス社よりローインパクトダイ染色手法導入。
- 2000年2月 - ISO9001を業界初認定。
- 2001年
  - 11月 - エコテックス規格100のクラス1を業界初認定。
  - 12月 - 東京事務所開設。
- 2002年
  - 1月 - グリーン電力を導入し使用する電力の100%を風力発電に切り替える。
  - 3月 - E-MISSION55に署名。
  - 4月 - NYホームテキスタイルショーでNew Best Award受賞。
  - 9月 - NYホームテクスタイルショーでFINALIST-AWARD選出。
  - 10月 - 東京都白金台に直営タオルショップ「TSP」開店。
- 2003年
  - 8月 - 「風で織るタオル」が経済産業省の繊維事業自立化支援事業に認定。
  - 9月 - 「風で織るタオル」販売開始。民事再生法の適用申請（負債総額は約10億円）。
- 2004年
  - 2月 - 民事再生計画認可。
  - 3月 - NYホームテキスタイルショーで再びFINALIST-AWARD受賞。
- 2007年
  - 3月 - 民事再生手続きを終了する。
  - 7月 - 中小企業庁により「元気なモノ作り中小企業300社」に選出される[6]。
  - 9月 - デコレックスインターナショナル（ロンドン）でBest New Award受賞。
- 2008年3月 - 第12回「新エネルギー大賞･審査委員長特別賞」を受賞[7]。
- 2010年10月 - 第12回「グリーン購入大賞」大賞受賞。
- 2011年3月 - コットンヌーボープロジェクト開始。
- 2013年
  - 6月 - 再生可能エネルギー使用を示す環境ラベル「WindMade」に日本企業として初めて認証される[8]。
  - 9月 - エミー賞にてコットンヌーボーがギフト選出。
- 2014年
  - 3月 - 「IKEUCHI ORGANIC株式会社」に社名変更[9]。IKEUCHI ORGANIC TOKYO STORE オープン[10]。
  - 8月 - ORGANIC AIRがBEST NEW PRODUCT AWARDSのFINALLISTに選出。
  - 9月 - IKEUCHI ORGANIC KYOTO STORE オープン[11]。
- 2015年
  - 6月 - IKEUCHI ORGANIC FUKUOKA STORE オープン[12]（2020年7月末で営業終了）。
  - 9月 - コットンヌーボーが「グッドデザイン賞」受賞。
  - 12月 - ISO 22000を業界初認定[13]。。
- 2016年4月 - 京都市が選ぶ「これからの1000年を紡ぐ企業」に認定。
- 2017年8月 - オーガニックベビー「キッズデザイン賞」受賞。
- 2019年2月 - トレーサビリティシステム運用開始。

## テレビ番組
- 日経スペシャル カンブリア宮殿 衰退産業・地方・中小・民事再生 "四重苦"をぶっ飛ばした、ブレない経営！（2011年12月8日、テレビ東京）[14]